# Jelizovo
Jelizovo (Russisch: Елизово) is een stad in de Russische kraj Kamtsjatka gelegen aan de rivier de Avatsja (ongeveer 20 kilometer van haar monding in de Avatsjabaai) op 32 kilometer ten noordwesten van Petropavlovsk-Kamtsjatski, waarvan de luchthaven Petropavlovsk-Kamtsjatski bij de stad ligt. Het is het bestuurlijk centrum van het district Jelizovski en de tweede stad naar inwoneraantal van de kraj. De stad ligt aan de R-474, de belangrijkste weg van het schiereiland, van Petropavlovsk-Kamtsjatski naar Oest-Kamtsjatsk, waarvan hier de weg naar Viljoetsjinsk (de derde stad van Kamtsjatka) aftakt. Sinds 2004 is de stad een gorodskoje poselenieje van het district Jelizovski.

## Geschiedenis
De oever van de rivier de Avatsja werd reeds bewoond rond 2000 v.Chr. door de voorouders van de Itelmenen, zo is gebleken uit archeologische opgravingen, waarbij overblijfselen van een nederzetting uit het vroege Neolithicum werden aangetroffen nabij de huidige autobrug over de Avatsja. Eind 17e eeuw werd op de plek van de huidige stad een kleine Itelmeneense versterkte nederzetting gebouwd. Hier werden in 1712 door de Itelmenen via een list de balaganen van de door de Itelmenen gehate jasak-inners, ataman Danila Antsiferov en 24 andere dienstlieden (die bezig waren met een militaire veldtocht tegen de Itelmenen), in brand gestoken waardoor zij omkwamen. Een jaar later werd door de Kozakken echter een nieuwe veldtocht georganiseerd naar de (zoals zij het noemden) 'Avatsja-verraders' vanuit Nizjnekamtsjatsk, waarbij de Itelmenennederzetting werd verwoest. Ter nagedachtenis hieraan noemden de Kozakken de plek 'natuurlijk oriëntatiepunt Stary ostrog' (Oude ostrog = Russisch voor houten fort).
Niet veel eerder dan 1809 werd het jagersdorpje Staroostrozjny gesticht door een stel Russische boeren. Later werd het dorp hernoemd tot Stary Ostrog. De eerste bron waarin de plaats wordt genoemd is het werk van de Baltische Duitser Karl von Ditmar (1851), die met de oudste inwoner genaamd Masjichin sprak. Deze verhaalde onder andere van de catastrofale uitbarsting van de Avatsjinskaja Sopka (VEI=4) in 1827. Ditmar schreef dat zich er 4 huizen bevonden en dat de familie Masjichin de belangrijkste vormde en ook verantwoordelijk was voor e gang van zaken in het dorp. Het dorp groeide net als de meeste nederzettingen in Kamtsjatka maar langzaam gedurende de tweede helft van de 19e en begin 20e eeuw (van 84 in 1876 naar 226 in 1924). De bevolking hield zich vooral bezig met landbouw, veeteelt, de jacht en visserij.
In 1897 werd in verband met de viering van het 200-jarig bestaan van de Russische vestiging op Kamtsjatka de plaats hernoemd tot Zavojko, naar bestuurder Vasili Zavojko (1809-1898), die Kamtsjatka succesvol had verdedigd tegen de Fransen en Britten tijdens de Belegering van Petropavlovsk in 1854. In 1911 werd een karrenweg aangelegd van "30 wersten lang en 2 sazjen breed" (ruim 30 kilometer weg met een breedte van ruim 4 meter) van Petropavlovsk naar Zavojko, de eerste op het schiereiland. Zavojko vormde het centrum van de volost (plattelandsgemeente) Zavojski, waartoe ook plaatsen als Paratoenka, Mikizja, Tarja, Nikolajevka, Choetor, Avatsja, Natsjiki en Korjaki behoorden. Begin 20e eeuw maakten vooral de tuinbouw, veeteelt en de jacht in de volost een grote groei door. Vele inwoners leiden geen slecht leven en huurden voor het werk soms zelfs anderen in. De Russische Revolutie kwam voor veel inwoners dan ook ongelegen, hetgeen leidde tot weinig steun voor de bolsjewieken. Van 1917 tot 1922 woedde de Russische Burgeroorlog ook op Kamtsjatka, een strijd om de macht waarbij Zavojko regelmatig in de frontlinies kwam te liggen en waarbij vele slachtoffers vielen.
In 1923 was de plaats stevig in handen van het sovjetregime en werd de plaats hernoemd tot Jelizovo, naar de lokale bolsjewistische revolutionair Georgi Jelizov, die in 1922 stierf tijdens een gevecht met de witten bij het dorpje Paratoenka. Een jaar later werd de eerste Sovjetvolkstelling gehouden in de plaats, waarbij onder de 226 inwoners slechts 16 mannen werden geteld, een duidelijke consequentie van de oorlog. Een jaar later, vanaf 10 maart 1925, werd een geregelde veerdienst over de Avatsja ingesteld. In 1926 werd Jelizovo het bestuurlijke centrum van het district Petropavlovski.
Onder het sovjetregime werd de economie van plaats in de jaren 30 in rap tempo ontwikkeld. Onderdeel hiervan vormde de collectivisatie, die in 1931 in de plaats tot uiting kwam door de opzet van de eerste kolchoz ('weg van Iljitsj'). Vooral de visindustrie en de landbouw kregen in die tijd een grote impuls. De weg met Petropavlovsk-Kamtsjatski werd verbeterd en er ontstonden vele nieuwe plaatsen rondom Jelizovo in de jaren 30 en 40. Het voorzieningenniveau van de plaats, dat tot de jaren '20 bestond uit een basisschool, winkels, bibliotheek en dokterspost, werd uitgebreid met een club (café), banya, spaarbank, nieuwe gebouwen voor de kolchoz en een telegraaf.
Op 17 november 1949 werd het district Jelizovski opgericht met Jelizovo als bestuursplaats, waardoor het aanzien van en het leven in de plaats veranderde. In de jaren 50 werd een houten brug over de Avatsja gebouwd. Op 11 december 1964 kreeg Jelizovo de status van nederzetting met stedelijk karakter en op 21 februari 1975 van stad onder jurisdictie van de oblast Kamtsjatka. Deze ontwikkelingen zorgden voor een verdere impuls in de ontwikkeling van de plaats, die in de eerste plaats het centrum vormde van de omliggende landbouwregio. In de stad verschenen nieuwe culturele voorzieningen, zoals het museum voor glorie van militairen en arbeiders (moezej bojevoj en troedovoj slavy, 1978), skigebied en een dierentuin (1989).
Bij de bestuurlijke hervorming van 2004 werd de stad als gorodskoje poselenieje onder jurisdictie van het district Jelizovski geplaatst, maar bleef het bestuurlijk centrum van het district.

## Economie
Jelizovo is het centrum van een landbouwregio met een sovchoz die melk produceert en groenten verbouwd. Verder is er visserij en visverwerkende industrie en zijn er een aantal toeristisch voorzieningen, met name rond het zuidoostelijk gelegen kuuroord Paratoenka en het skigebied Gora Moroznaja (op 7 kilometer van de stad). In de stad bevinden zich een aantal musea, zoals het museum van de zapovednik Kronotski.

## Demografie
| 1876 | 1905 | 1924 | 1959  | 1970   | 1979   | 1989   | 2002   | 2010   | 2017   |
| ---- | ---- | ---- | ----- | ------ | ------ | ------ | ------ | ------ | ------ |
| 84   | 95   | 226  | 4.500 | 14.500 | 36.200 | 46.929 | 41.533 | 39.569 | 38.771 |

## Geboren
- Veronika Stepanova (4 januari 2001), langlaufster

Bestuurlijk centrum: Jelizovo

Bereznjaki · Dalni · Dvoeretsje · Ganaly · Joezjnye Korjaki · Ketkino · Korjaki · Krasny · Kroetoberegovy · Lesnoj · Malka · Nagorny · Natsjiki · Nikolajevka · Novy · Paratoenka · Pinatsjevo · Pionerski · Razdolny · Severnye Korjaki · Sokotsj · Sosnovka · Svetly · Termalny · Voelkanny · Zeleny
Bestuurlijk centrum: Petropavlovsk-Kamtsjatski

Jelizovo · Viljoetsjinsk